# Trento
Trento (tiếng Đức: Trient; Latin: Tridentum) là một thành phố Italia nằm trong thung lũng sông Adige ở Trentino-Alto Adige/Südtirol. Đây là thủ phủ của vùng và của tỉnh Trento.
Thung lũng này có các núi bao bọc xung quanh, gồm Vigolana (2.150 m), núi Bondone (2.181 m), Paganella (2.124 m), la Marzola (1.747 m) và núi Calisio (1.096 m). các hồ gần đó có Lago di Caldonazzo, Lago di Levico, Lago di Garda và Lago di Toblino.

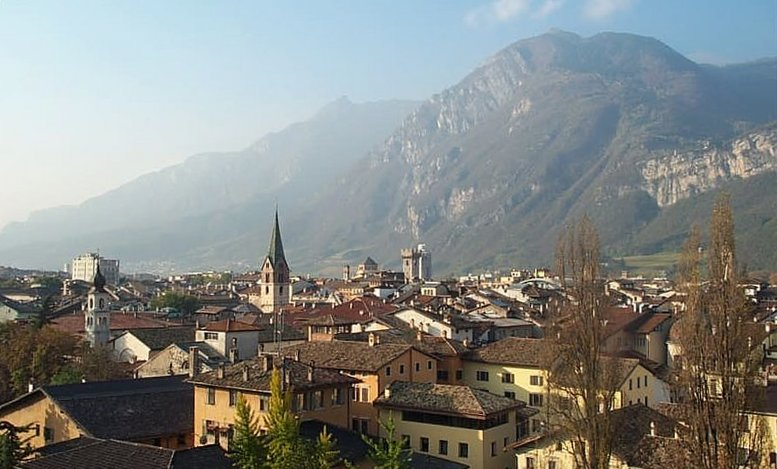

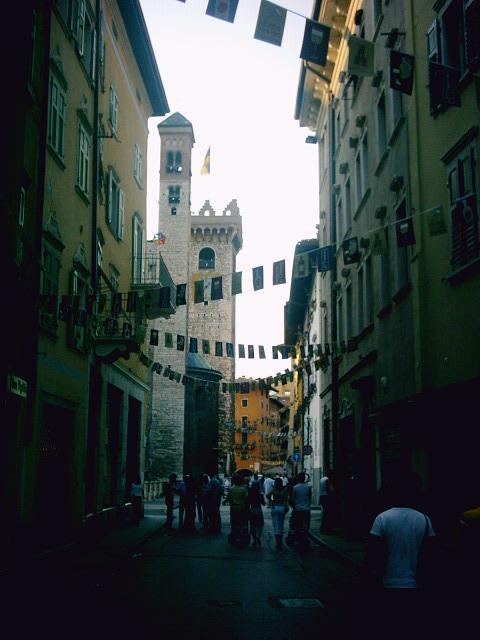
Đường phố

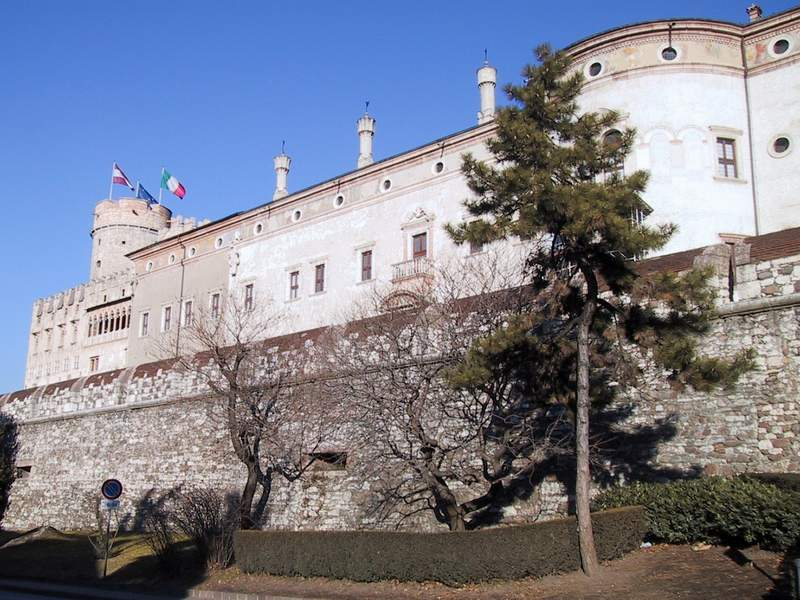
Castello Buonconsiglio

Trento là trung tâm giáo dục, khoa học, tài chính và chính trị của vùng Trentino nói riêng và Bắc Ý nói chung. Đại học Trento là trường xếp hạng một trong top 30 trường Đại học tốt nhất Ý theo bảng xếp hạng của Bộ Giáo dục Ý, hạng một trong khối các trường đào tạo kỹ thuật theo Censis-La Repubblica, xếp thứ 252 trong top 500 trường Đại học tốt nhất thế giới theo Times Higher Education. Trento có phong cách kiến trúc tiêu biểu của thời Phục hưng với rát nhiều tòa nhà cổ như Nhà thờ Trento.
Trento ngày nay là một đô thị phát triển cao và cấu trúc xã hội hiện đại. Xét trên các tiêu chí chất lượng sống, mức thu nhập và cơ hội việc làm, thành phố này lần lượt xếp thứ 1, thứ 6 và thứ hai trên tổng số 103 đô thị Italia. Trento còn là một trong những thành phố có chỉ số hạnh phúc và giàu có cao nhất Ý. Trentino là vùng giàu có thứ hai của Ý, chỉ sau Lombardy với GDP bình quân đầu người khoảng 29.500Euro/năm.

## Người dân nổi tiếng
Ngoài Bernardo Clesio và Cristoforo Madruzzo, Giacomo Aconzio sinh ra ở Trento. Kurt von Schuschnigg sinh ở Riva del Garda, vùng Trentino. Ngoài ra còn có những người nổi tiếng:
- Beniamino Andreatta.
- Lorenzo Bernardi.
- Francesco Antonio Bonporti, nhà soạn nhạc.
- Gianni Caproni, kỹ sư hàng không.
- Felice Fontana, nhà khoa học.
- Gregorio Fontana, nhà toán gọc.
- Alessandro Vittoria, nhà điêu khắc.
- Riccardo Zandonai, nhà soạn nhạc opera.
- Francesca Neri, nghệ sĩ.

## Thành phố kết nghĩa
- Berlin Charlottenburg-Wilmersdorf, Đức, từ năm 1966
- Donostia/San Sebastián, Tây Ban Nha, từ năm 1987
- Kempten, Đức, từ năm 1987
- Praha, Cộng hòa Séc, từ năm 2002

## Frazioni
Povo, Villazzano, Gardolo, Roncafort, Mattarello, Martignano, Cognola, Ravina, Romagnano, Montevaccino, Vela, Meano, Sardagna, Sopramonte, Vigo Meano, Gazzadina, Candriai, Vaneze, Cadine, Vigolo Baselga